# 蘇宗怡
蘇宗怡（1973年9月29日—），曾任TVBS-NEWS周一至周五《午間12、13新聞》主播、現任TVBS《地球黃金線》主持人。
就讀景美女中時因貌美高䠷曾為儀隊隊長。

## 學歷
- 臺北市立景美女子高級中學(1992年畢業)
- 國立政治大学外交系(1996年畢業)

## 曾主播或主持節目
| 時間               | 頻道                     | 節目                               | 備註               |
| 1996年-            | 力霸友聯U2綜合台         | 《午間新聞》                       | 主播               |
|                    | TVBS頻道                 | 《無線午報》                       | 主播               |
|                    | TVBS-N                   | 《晚間8點新聞》                    | 主播               |
| —至今              | TVBS-N                   | 《整點新聞》                       | 現多為1500時段主播 |
| 2006年至2007年11月 | TVBS-NEWS                | 《午間1200新聞》、《午間1300新聞》 | 主播               |
| 2008年10月1日—至今 | TVBS頻道、TVBS-N、TVBS-G | 《來怡客》                         | 主持人             |
| 2009年             | TVBS新聞台               | 《假日晚間6.7新聞》                | 主播               |
| 2010年             | TVBS新聞台               | 《午間12,13新聞》                  | 主播               |
| 2016年             | TVBS                     | 《讚聲大國民》                     | 主持人             |
| 2016年             | TVBS                     | 《宅男的世界》                     | 主持人             |
| 2017年—至今        | TVBS                     | 《地球黃金線》                     | 主持人             |

## 代言
- 牌照稅行動支付繳稅[1]

## 外部連結
- TVBS 頂尖事務所 - 蘇宗怡 （页面存档备份，存于）
- 蘇宗怡的Facebook專頁

- 蘇宗怡的Instagram帳戶